# Južni trikotnik (ozvezdje)
Južni trikotnik je manjše ozvezdje na južni nebesni polobli. Ločimo ga od Trikotnika na severnem nebu, imenuje pa se po skoraj enakostraničnem trikotniku, ki ga tvorijo tri najsvetlejše zvezde. Prvič se je pojavil na nebesnem globusu Petrusa Planciusa iz leta 1589 kot Triangulus Antarcticus, kasneje pa še z večjo natančnostjo in sedanjim imenom v Bayerjevi Uranometrii iz leta 1603. Francoski raziskovalec in astronom Nicolas-Louis de Lacaille je leta 1756 začrtal in poimenoval najsvetlejše zvezde.
Alfa Južnega trikotnika (tudi Atria) je oranžna orjakinja z navideznim sijem 2, s čimer je najsvetlejša zvezda v ozvezdju in 42. najsvetlejša zvezda na nebu. Ozvezdje dopolnjujeta dve beli zvezdi glavnega niza, Beta in Gama Južnega trikotnika. Čeprav leži v Rimski cesti in vsebuje mnogo zvezd, ozvezdje ne vsebuje vidnejših objektov globokega neba. Pomembnejša sta odprta zvezdna kopica NGC 6025 in planetarna meglica NGC 5979.

## Zgodovina
Italijanski pomorščak Amerigo Vespucci je v 16. stoletju raziskoval svet. Naučil se je prepoznavati zvezde in napisal priročnik za svojega pokrovitelja, portugalskega kralja Manuela I., ki je danes izgubljen. Poleg kataloga je popisal tudi južne zvezde, med katerimi je trikotnik, ki bi bil lahko Južni trikotnik ali Rajska ptica. Ta popis je poslal drugem pokrovitelju, Medičejcu Lorenzu il Popolanu in ga objavil v delu Mundus Novus iz leta 1504. Prva upodobitev ozvezdja je iz 32,5-centimetrskega nebesnega globusa Petrusa Plancusa, ki ga je leta 1589 izdal nizozemski kartograf Jacob Floris van Langren, kjer je poimenovano Triangulus Antarcticus in napačno predstavljeno južno od asterizma Argo Navis. Njegov učenec Petrus Keyzer in raziskovalec Frederick de Houtman sta ga v nizozemščini poimenovala Den Zuyden Trianghel ("južni trikotnik"). Bolj natančno je upodobljen v Bayerjevem atlasu Uranometria iz leta 1603, kjer dobi sedanje ime.
Nicolas-Louis de Lacaille je upodobil ozvezdja Kotomera, Šestila in Južnega trikotnika kot komplet orodij za tehničnega risarja. Prav tako je razmišljal tudi Johann Bode, ki jih je v svoji Uranographii imenoval Libella.
Nemški pesnik in avtor Phillippus Caesius jih je videl kot tri očake Abrahama, Izaka in Jakoba (zvezda Atria je bila Abraham). Ljudstvo Wardaman iz avstralskega Severnega teritorija so jih dojemali kot rep Mavrične kače, ki se izteguje iz bližnjega Križa do Škorpijona. V nadglavišču je oktobra, ko napoveduje mokro sezono v novembru.

## Značilnosti
Južni trikotnik je je majhno ozvezdje, ki meji na severu s Kotomerom, na zahodu s Šestilom, na jugu z Rajsko ptico in na vzhodu z Oltarjem. Leži blizu Alfa in Bete Kentavra (med njimi je samo Šestilo). Ker leži blizu Rimske ceste, ima veliko zvezd. Ker je skoraj enakostranični trikotnik, ga zlahka prepoznamo na nebu, a leži preveč južno na nebu, da bi ga lahko videli iz Evrope. Opazovalcem na južni polobli je vedno viden. Tričrkovna oznaka Mednarodne astronomske zveze iz leta 1922 je "TrA". Uradne meje ozvezdje je leta 1930 začrtal Eugène Delporte; oriše ga 18-kotnik. V ekvatorskem koordinatnem sistemu se koordinate rektascenzije teh meja gibljejo med 14h 56.4m in 17h 13.5m, koordinate deklinacije pa med -60.26° in -70.51°. Južni trikotnik kulminira 23. avgusta ob 21. uri.

## Pomembne značilnosti

### Svetle zvezde
Lacaille je poimenoval 12 zvezd od alfe do lambde (sve je označil z eto, lambdo pa je odpustil). Tri glavne zvezde v Južnem trikotiku so:
- α Južnega trikotnika (navidezni sij 1,91, 424 svetlobnih let od Zemlje, svetla orjakinja razreda K2 IIIb-IIIa)[13][14][15]
- β Južnega trikotnika (dvojna zvezda z navideznim sijem 2,85, 40 svetlobnih let; A: zvezda glavnega niza razreda F1 V)[16][13][17]
- γ Južnega trikotnika (navidezni sij 2,87, 180 svetlobnih let, zvezda glavnega niza razreda A1 V)[18][13]

Južni trikotnik vsebuje več kefeidnih spremenljivk.
EK Južnega trikotnika je pritlikava nova tipa SU Velikega medveda. Sestavljena je iz bele pritlikavke, ki odžira material donorski zvezdi, pri čemer se tvori akrecijski disk.

### Objekti globokega neba
Južni trikotnik ima malo objektov gobokega neba:
- NGC 6025 je odprta zvezdna kopica z okoli 30 zvezdami.[10] Nahaja se 3 stopinje severno in 1 stopinjo vzhodno od Bete TrA, oddaljena je 2.500 svetlobnih let, široka pa je 11 svetlobnih let.[23]
- NGC 5979 je planetarna meglica z modro-zelenim odtenkom, navidezni sij 12,3. Henize 2-138 je manjša planetarna meglica s sijem 11,0.[24]
- NGC 5938 je oddaljena spiralna galaksija, oddaljena 300 milijonov let.[25]
- EOS 69-6 je par spajajočih se galaksij, katerih vsebina se je razvlekla v dva dolga repa.[26]